# Saint-Pierre och Miquelons herrlandslag i fotboll
Saint-Pierre och Miquelons fotbollslandslag representerar det franska territoriet Saint-Pierre och Miquelon, en ögrupp utanför Kanadas kust, i internationell fotboll.
Laget deltog i Coupe de l'Outre-Mer 2010 och 2012, utan att vinna några matcher.